# TELE System
TELE System és una empresa italiana amb la seu a Bressanvido (Vènet) que opera en el sector de l'electrònica de consum, particularment en equips i aparells de televisió digital i per satèl·lit.

## Història
L'empresa fou fundada l'any 1989 a Bozen per iniciativa dels germans Flavio i Walter De Poli i Johann Ramoser, i des de llavors s'especialitzà en la producció d'antenes parabòliques.
En poc temps es consolidà com una entitat important, esdevenint, a la vigília dels anys 2000, el major productor italià i europeu d'antenes parabòliques amb 2 milions d'unitats l'any. L'empresa s'expandí amb la creació de filials fora d'Itàlia, i d'una sòlida xarxa comercial al país, i mentrestant desplaçà la seva seu a Bressanvido, al Vènet. A la producció de les antenes parabòliques s'hi afegí la comercialització de descodificadors de satèl·lit, de televisors, i al terme del desenvolupament de la televisió digital terrestre, també els descodificadors per a aquesta. En el mercat dels descodificadors per la digital terrestre, TELE System es consolidà com una de les marques més venudes a Itàlia.
El 2007, TELE System va entrar al mercat de la navegació per satèl·lit amb el model Navigator TS8.2PND. L'empresa era en plena expansió i el 2009 va assolir la seva facturació més alta de la història, de 183,5 milions d'euros, i un benefici de 8,6 milions. El 2010, l'empresa presentà el model Hybrid BLOBbox, un descodificador TDT Full HD multifunció, que permetia la connexió a Internet i l'enregistrament dels programes de televisió.
El 2016, TELE System llançà un innovador descodificador de TDT de dimensions compactes per instal·lar en els televisors sense suport per als estàndards DVB-T2 i HEVC.
El 2021, l'empresa s'adherí al consorci HbbTV, que desenvolupa la tecnologia homònima.